# Kalkulatorische Abschreibung
Die kalkulatorische Abschreibung ist im Rechnungswesen ein Teil der kalkulatorischen Kosten, die den tatsächlichen Werteverzehr vom Sachanlagevermögen unabhängig von handelsrechtlichen und steuerrechtlichen Schranken zugrunde legen.

## Allgemeines
Es gibt Kostenarten im Unternehmen, die nicht als Aufwand (pagatorische Kosten) in der Gewinn- und Verlustrechnung erscheinen, aber dennoch bei der Kalkulation in der Kostenrechnung berücksichtigt werden müssen. Diese Zusatzkosten oder Anderskosten werden in der unternehmensinternen Preiskalkulation verwendet, damit sie die Selbstkosten der Kostenträger mit dem effektiven Werteverzehr belasten. Zu diesen kalkulatorischen Kosten gehören im Einzelnen Abschreibungen, Zinsen, Mieten, Unternehmerlohn und Wagnisse.

## Abschreibungen
Insbesondere bei den Abschreibungen kommen die unterschiedlichen Rechnungsziele zwischen der Handelsbilanz und Steuerbilanz einerseits und der innerbetrieblichen Kostenrechnung andererseits zum Ausdruck. Während die bilanzielle Abschreibung von Anschaffungs- oder Herstellungskosten vorgenommen wird, werden die kalkulatorischen Abschreibungen zum Zwecke der realen Substanzerhaltung vom Wiederbeschaffungswert berechnet. Bei der bilanziellen Abschreibung steht die rechnerische Verteilung des Aufwandes auf die Nutzungsdauer im Vordergrund, bei der kalkulatorischen Abschreibung indes ist die verursachungsgerechte Verteilung von Bedeutung. Die Summe der Einzelabschreibungen wird also bei steigenden Wiederbeschaffungspreisen die historischen Anschaffungskosten übersteigen. Die Bildung stiller Reserven wird vom Handelsrecht wegen Gläubigerschutz erwünscht, zumindest geduldet. Im Gegensatz dazu will man mit kalkulatorischen Abschreibungen den tatsächlichen Wertverzehr möglichst exakt erfassen.
Wenn die bilanziellen Abschreibungen durch die Umsatzerlöse gedeckt sind, gelangt man zur nominellen Substanzerhaltung, also zur Wiedergewinnung der historischen Anschaffungs- oder Herstellungskosten. Steigen jedoch die Wiederbeschaffungswerte maschineller Anlagen, so reichen diese verdienten Abschreibungen für die Neuanschaffung nicht aus. Eine reale Substanzerhaltung findet dann nicht statt. Deshalb wählt man statt der historischen Anschaffungskosten die steigenden Wiederbeschaffungswerte als Grundlage für die kalkulatorischen Abschreibungen.
Abschreibungen werden in der Finanzbuchhaltung oft nach degressiven Methoden vorgenommen, in der Kostenrechnung aber linear. Gründe sind eine verursachungsgerechtere Belastung des Kostenträgers über die gesamte Nutzungsdauer. Abschreibungen sind deshalb Anderskosten, da in der Gewinn- und Verlustrechnung bereits ein Abschreibungsaufwand verbucht ist – allerdings in anderer Höhe.

## Berechnung
{\displaystyle {\text{Kalkulatorischer Abschreibungsbetrag}}={\frac {{\text{Wiederbeschaffungswert}}-{\text{Schrottwert}}}{\text{tatsächliche Nutzungsdauer}}}}
{\displaystyle {\text{Wiederbeschaffungswert}}={\text{Anschaffungskosten}}\cdot (1+{\text{Inflationsrate}})^{n}}

## Bestimmungsfaktoren kalkulatorischer Abschreibungen
Die kalkulatorischen Abschreibungen unterliegen folgenden Determinanten:
- Abschreibungsvolumen: Anstelle der theoretisch richtigen, aber nur schwer schätzbaren Wiederbeschaffungswerte zum voraussichtlichen Ersatzzeitpunkt des Vermögensgegenstands werden die Wiederbeschaffungswerte zum jeweiligen Bilanzstichtag gewählt. Der Endwert wird regelmäßig mit Null angenommen.
- Abschreibungszeitraum: ist die voraussichtliche Nutzungsdauer des Sachanlagevermögens, die ebenfalls schwer abschätzbar ist. Kalkulatorische Abschreibungen können solange fortgesetzt werden, wie der Vermögensgegenstand betrieblich genutzt wird, unabhängig davon, ob er handelsrechtlich bereits abgeschrieben ist oder nicht.[4]
- Abschreibungsmethode: ideal ist die variable Abschreibung, die sich an der Abnutzung je nach wechselnder Inanspruchnahme maschineller Anlagen orientiert. Als beste Ersatzlösung bietet sich die lineare Abschreibung mit gleichmäßiger Belastung in einzelnen Perioden an.

## Betriebswirtschaftliche Aspekte
Kalkulatorische Kosten werden zwar in der Kostenrechnung verrechnet und gehen auch in das Betriebsergebnis ein, wirken sich jedoch im externen handelsrechtlichen Jahresabschluss nicht aus und sind dort deshalb nicht erkennbar. Die interne Preiskalkulation richtet sich nicht nach dem handelsrechtlichen pagatorischen Ergebnis, sondern nach dem Ergebnis der Betriebsbuchführung, wo die kalkulatorischen Kosten erfasst werden. Die Preisuntergrenze würde zu niedrig kalkuliert, wenn auf die Einbeziehung der kalkulatorischen Mieten und Pachten verzichtet wird. Die interne Preiskalkulation liefert durch ihre Einbeziehung den Preis, den ein Unternehmen am Markt für seine Produkte oder Dienstleistungen idealerweise verlangen müsste. Ist dieser Preis aus Wettbewerbsgründen nicht erzielbar, muss der konkurrenzfähige Preis ausgewählt werden. Kalkulatorische Kosten sollen eine faire, vergleichbare Kostenstruktur im Rahmen einer Profitcenter-Rechnung erzeugen.